# 小月バイパス
小月バイパス（おづきバイパス）は山口県下関市工領開作から下関市長府才川に至る延長8.5 kmの国道2号（国道9号重用）のバイパスである。

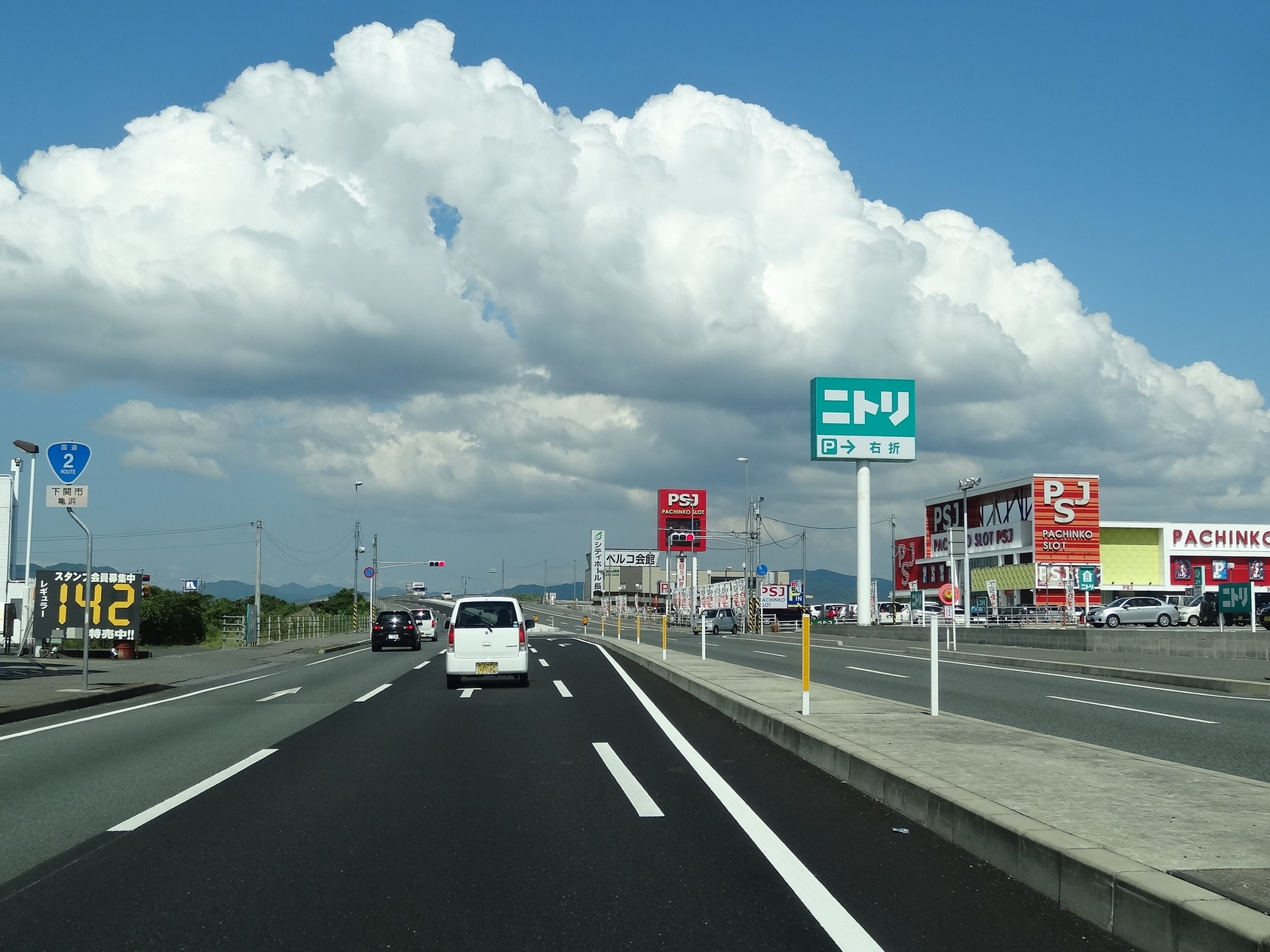
国道2号小月バイパス・下関市亀浜町付近（周南・小郡方面）

## 概要
- 起点：下関市工領開作（工領交差点）
- 終点：下関市長府才川（才川交差点）
- 延長： 約8.5 km

元々この区間の国道2号は、特に下関市小月小島交差点（下関市小月本町2丁目）から清末千房付近にかけて慢性的な渋滞が著しい（バイパスが完成した現在でも頻繁に渋滞が発生している）ことと、沿道の開発が進み拡幅が困難であったことから、海側の干拓地部分にバイパスを設けることで渋滞の軽減を目指したものである。
1988年（昭和63年）11月から暫定2車線で供用開始されている。旧道は国道491号、山口県道33号下関美祢線などとなっている。松屋 - 清末間は県道下関美祢線との重複区間。
下関市松屋から亀浜町の間は長く暫定2車線状態が続いていた（亀浜町から長府才川間はゆめタウン長府開業後に4車線化済み）が、バイパスの渋滞が慢性化してきたことから国土交通省中国地方整備局により4車線化の工事が進められた。
2011年（平成23年）9月29日に下関市清末東町から亀浜町までが4車線で開通。2017年（平成29年）4月24日には下関市松屋から清末東町までが4車線化され、これにより全線4車線化が完成した。また、同時に松屋ランプがフルランプ化された。

## 交差する道路
- 上側が起点側、下側が終点側。左側が上り側、右側が下り側。
- 交差する道路の特記が無いものは市道。
- 才川交差点から北九州・門司方面へ200mの地点でもキロポスト補正 (+2km) が行われる（521.9KPの次は524KP）。

| 交差する道路                                | 交差する道路            | 交差する場所 | 大阪から (km) | 備考           |
| ------------------------------------------- | ----------------------- | ------------ | ------------- | -------------- |
| 国道2号（厚狭・埴生バイパス）周南・小郡方面 |                         |              |               |                |
|                                             | 下関市道（旧・国道2号） | 工領         | 513.2 514.0   | キロポスト補正 |
| 県道33号下関美祢線（旧・国道2号）           | 下関市道（旧・国道2号） | 松屋ランプ   | 515.0         |                |
| 県道33号下関美祢線                          |                         | 清末         | 518.4         |                |
| 国道491号                                   |                         | 才川         | 521.8         |                |
| 国道2号 北九州・門司方面                    |                         |              |               |                |

## 交通量
2005年度（山口河川国道事務所 基礎データ 交通量より）
平日24時間交通量（台）
- 下関市大字松屋字寺山：23,000
- 下関市大字清末字南彦右エ門啓：31,286
- 下関市長府才川1丁目：24,600